# Hatchet Lake
Hatchet Lake är en sjö i Kanada.   Den ligger i provinsen Saskatchewan, i den centrala delen av landet, 2 400 km nordväst om huvudstaden Ottawa. Hatchet Lake ligger 392 meter över havet.
Trakten runt Hatchet Lake är nära nog obefolkad, med mindre än två invånare per kvadratkilometer.